# Łysaków (Mielec)
Pour les articles homonymes, voir Łysaków.
Łysaków est une localité polonaise de la gmina de Czermin, située dans le powiat de Mielec en voïvodie des Basses-Carpates.